# Ха (народ)
Ха (баха, ваха, абаха) — народ групи банту в Танзанії, одна з найчисельніших етнічних груп не лише свого регіону (захід), а й усієї країни.

## Ареал проживання, чисельність, мова і релігія

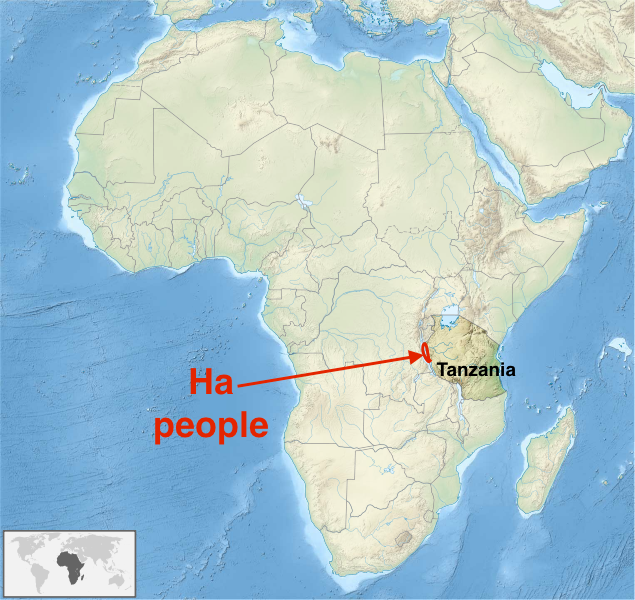
Територія проживання народу ха на мапі Африки (відмічена червоним)

Люди ха проживають у північно-західній частині Танзанії у прикордонні з Бурунді (по озеру Танганьїка), адміністративно це регіон Кігома, також у регіонах Кагері й Шиньянзі. У Кігомі люди ха є найчисельнішими з-поміж інших етнічних груп.
Згідно з даними на 2009 рік представників народу ха — 1 млн 230 тисяч осіб. З ха дуже близько пов'язана маленька етнічна група джиджи, яка подеколи розглядається як субетнос народу ха.
Розмовляють мовою гіха (кіха), що є писемною (писемність на основі латинки). У зв'язку з великою територією проживання ха є неоднорідними, тож є 3 основних діалекти мови гіха: відповідно районів Касулу, Кігома, Кібондо. Чимало людей ха є одномовними — розмовляють лише своєю мовою.
Ха сповідують традиційні культи, серед них є також християни-протестанти, меншою мірою — мусульмани.

## Економіка й культура
Народ ха живе у приозерному краї, що називає Буха/Buha, і це рівнини, порослі травою й деревами, що визначає економічні засади суспільства. Традиційні заняття народу ха — ручне землеробство (сорго, просо, кукурудза, касава, земляний горіх, бобові, картопля, пшениця) і тваринництво. Худоба високо цінувалась, адже правила на відкуп нареченої під час весілля.
На півночі розселення ха, де існувала проблема мухи цеце, люди займались мисливством і збиранням меду.
За традицією общинна земля належала тому, хто її обробляв, пасовиська перебували у спільній власності громади.
З 2-ї половини ХХ ст. чоловіки ха практикують відхідництво — вирушають на роботу на сизалевих плантаціях танзанійської берегової лінії.
Типове поселення в ха — хутірське; садиби оточували поля з ріллею. Проживали ха в житлах, подібних на вулики, згодом запозичили прямокутну форму житла. Так само анахронізмом є традиційний одяг з кори та звіриних шкур. Жінки носять мідні браслети в районі ліктів (імовірно, запозичення в сусідніх народів).
Споживають різноманітні каші (просяні, з касави), приправлені овочевими соусами. Виготовляють пиво з бананів, яке в тому числі використовується під час обрядів і церемоній.

## Суспільство й світ духовного
На чолі племен-вождівств стояли вожді, традиційним був поділ на екзогамні патрилінійні групи — роди та лініджі. Нормативна моногамія — лише з появою християнства і в середовищі ха-протестантів.
Починаючи від XVIII ст. у середовищі народу ха жили тутсі, становлячи абсолютну меншість від загалу (2 %), але представляючи аристократичну верхівку суспільства — таким чином 2 етнічні групи постійно впливали одна на одну, в тому числі мовно й культурно, мали шлюбні зв'язки тощо.
У ха збереглися культ предків, віра в духів природи, магія; вважається, що була віра у верховне божество (Імана) (можливо, під впливом місіонерів); розвинута народна творчість.